# متیو لادانیوس
متیو لادانیوس (فرانسوی: Mathieu Ladagnous‎؛ زادهٔ ۱۲ دسامبر ۱۹۸۴) دوچرخه‌سوار اهل فرانسه است.
از باشگاه‌هایی که در آن رکاب زده‌است می‌توان به تیم دوچرخه‌سواری اف‌دی‌جی اشاره کرد.